# Parlamentswahl in Belarus 2008
- KPB: 6
- BAP: 1
- Unabh.: 103

Die Parlamentswahl in Belarus 2008 fand am 28. September 2008 statt. Insgesamt strebten 263 Kandidaten nach einem der 110 Sitze im Repräsentantenhaus. Wahlberechtigt waren etwa sieben Millionen Menschen. Bei einem korrekten Verlauf der Wahl versprach die Europäische Union, die seit 1996 stets die Anerkennung der Wahlen in Belarus aufgrund von Missbrauchs- und Manipulationsvorwürfen verweigert hatte, eine Lockerung ihrer Sanktionen gegen Belarus.

## Kandidaten
Ursprünglich hatten sich 365 Kandidaten zur Wahl gestellt. Davon zogen fünf ihre Kandidatur wieder zurück, 84 wurde die Aufstellung verweigert. Von den abgelehnten Kandidaten wandten sich 52 an die OSZE, acht von diesen wurde danach die Registrierung genehmigt. Die Zahl der Kandidaten wurde vor der Wahl erneut reduziert. Von den verbliebenen 263 Kandidaten waren etwa 70 vom Oppositionsbündnis Vereinigte demokratische Kräfte. Nach Aussagen der Initiative Menschenrechte für freie Wahlen verneinten einige Unterzeichner der Unterschriftslisten für die Oppositionsparteien die Echtheit ihrer Unterschrift aus Angst vor dem Verlust ihres Arbeitsplatzes.

## Wahlablauf
Die Opposition beklagte unfaire Bedingungen, da ihre Kundgebungen von der Polizei aufgelöst worden seien und die freie Verteilung von Wahlkampfmaterial behindert worden sei. Weiterhin seien Studenten und Arbeiter in staatlichen Wohnheimen zur Stimmgabe gezwungen worden. Die Wahlkommission gab bekannt, dass bereits vor dem Wahltag 25 Prozent der Wähler ihre Stimme abgegeben hatten. Die dafür genutzten Urnen sollen unbewacht geblieben sein. Nach Schließung der Wahllokale kam es in Minsk auf dem Oktoberplatz zu Protesten der Opposition. Einen Tag nach der Wahl gab die Wahlkommission bekannt, dass kein Kandidat der Opposition den Einzug in das Parlament geschafft hat.
Die Wahl selbst wurde von 41 Langzeit- und 300 Kurzzeitbeobachtern der OSZE kontrolliert. Am Wahltag waren insgesamt 449 OSZE-Beobachter bei der Wahl. 48 Prozent der beobachteten Auszählungen wurden als schlecht oder sehr schlecht bewertet. Insgesamt entsprach die Wahl nicht den Anforderungen der OSZE für eine freie und faire Wahl. Der Leiter der russischen Wahlkommission Wladimir Tschurow bezeichnet die Wahl hingegen als „freie Willensbekundung der belarussischen Bürger“.

## Ergebnis
| Partei                                               | Anzahl der Abgeordneten | Anzahl der Abgeordneten |  |
| Partei                                               | Kandidaten              | Anzahl der Abgeordneten |  |
| ---------------------------------------------------- | ----------------------- | ----------------------- |  |
| Liberal-Demokratische Partei                         | 7                       | 0                       |  |
| Vereinigte Bürgerpartei                              | 13                      | 0                       |  |
| Partyja BNF                                          | 4                       | 0                       |  |
| Kommunistische Partei von Belarus                    | 15                      | 6                       |  |
| Belarussische vereinigte Linkspartei „Gerechte Welt“ | 9                       | 0                       |  |
| Belarussische Sozialdemokratische Partei (Hramada)   | 5                       | 0                       |  |
| Republikanische Partei für Arbeit und Gerechtigkeit  | 4                       | 0                       |  |
| Republikanische Partei                               | 1                       | 0                       |  |
| Agrarpartei (Belarus)                                | 1                       | 1                       |  |

Bei der Wahl zogen nur regierungstreue Abgeordnete ins Parlament. Die Kommunistische Partei von Belarus gewann 6 Sitze und die Agrarpartei bekam ein Parlamentsmandat. Die Wahlbeteiligung betrug 75,3 Prozent.